# Афанасьев, Кирилл Петрович
Кирилл Петрович Афанасьев (1909—1996) — советский работник сельского хозяйства, бригадир полеводческой бригады зернового совхоза «Целинский», Герой Социалистического Труда.

## Биография
Родился в 1909 году.
В 1919 году окончил начальную школу в селе Средний Егорлык ныне Ростовской области. Одним из первых вступил во вновь организованный колхоз, где работал плугарем, сеяльщиком, машинистом лобогрейки. Зимой 1931 года, когда в селе появились первые тракторы и организовалась Краснопартизанская МТС Афанасьева, как лучшего колхозника, направили на курсы трактористов.
С 1934 года работал в Целинском ордена Ленина зерносовхозе. В 1935 году был награждён первой наградой — «Книжкой ударника». В 1939 году на подъёме паров довел круглосуточную выработку на гусеничном тракторе до 20,2 гектаров. Из соседних колхозов не раз приезжали перенимать опыт передового тракториста, который возглавлял полеводческую бригаду совхоза «Целинский».
Скончался в 1996 году.

## Награды
- Указом Президиума Верховного Совета СССР от 3 апреля 1948 года за получение высоких урожаев пшеницы при выполнении совхозом плана выдачи государству сельскохозяйственных продуктов в 1947 году и обеспеченности семенами зерновых культур для весеннего сева 1948 года Афанасьеву Кириллу Петровичу, получившему урожай пшеницы 32,5 центнера с гектара на площади 202 гектара, присвоено звание Героя Социалистического Труда с вручением ордена Ленина и золотой медали «Серп и Молот».
- Также был награждён медалями.